# 조타 (축구 선수)
주앙 페드루 네베스 필리프 (João Pedro Neves Filipe, 1999년 3월 30일 ~ )는 포르투갈의 축구 선수이며, 셀틱에서 윙어로 뛰고 있다.